# 圣伯南
圣伯南（法語：Saint-Benin，法語發音：[sɛ̃ bənɛ̃]）是法国上法兰西大区北部省的一个市镇，位于该省东南部，属于康布雷区。

## 地理
圣伯南（50°4'36"N, 3°31'41"E）面积4.66 平方千米，位于法国上法蘭西大區北部省，该省份为法国最北部的省份及最长的省份，西北濒北海，西接加来海峡省，南至埃纳省和索姆省，东与比利时接壤。
与圣伯南接壤的市镇（或旧市镇、城区）包括：勒卡托康布雷西、奥讷希、圣苏普莱。

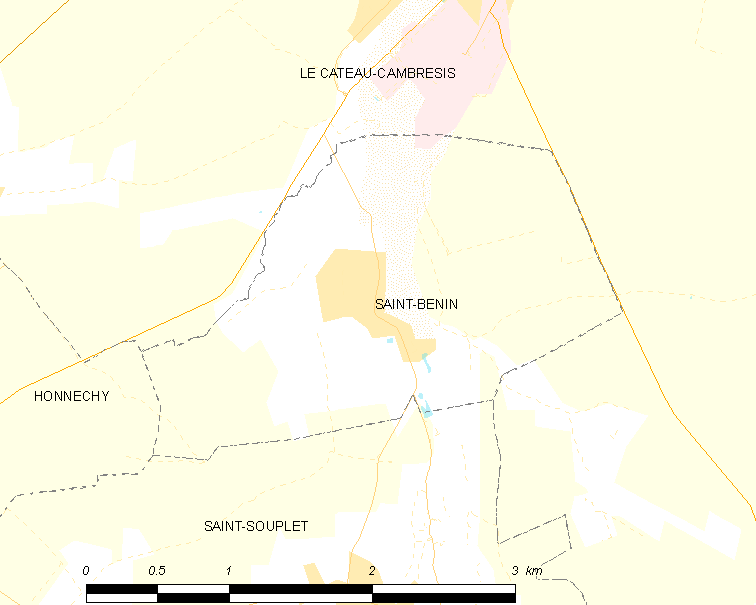
圣伯南的OSM定位图

圣伯南的时区为UTC+01:00、UTC+02:00（夏令时）。

## 行政
圣伯南的邮政编码为59360，INSEE市镇编码为59531。

## 政治
圣伯南所属的省级选区为勒卡托康布雷西县。

## 人口

1962-2008年间圣伯南人口变化图示

圣伯南于2022年1月1日时的人口数量为341人。